# كارلوس غارسيا (لاعب كرة قدم)
كارلوس غارسيا (بالإنجليزية: Carlos García)‏ (31 مايو 1981 بكالي في كولومبيا - ) هو لاعب كرة قدم أمريكي في مركز الدفاع. لعب مع إمباكت مونتريال وفيرجينيا بيتش مارينرز وBaltimore Blast ‏.

## وصلات خارجية
- كارلوس غارسيا على موقع قاعدة بيانات كرة القدم.إي يو (الإنجليزية)